# Kapellen (Vlaams-Brabant)
Kapellen is een plaats en een deelgemeente van Glabbeek in de provincie Vlaams-Brabant. Kapellen was een zelfstandige gemeente tot aan de gemeentelijke herindeling van 1977.

## Geschiedenis
Onder het ancien régime was Kapellen een zelfstandige heerlijkheid. Juridisch viel het onder de meierij van Halen, in het kwartier van Leuven van het hertogdom Brabant. Na de Franse invasie werd Kapellen (toen als Capelle gespeld) als gemeente ingedeeld bij het kanton Glabbeek van het Dijledepartement. Dit departement werd nadat de Fransen verdreven waren omgevormd tot de provincie Zuid-Brabant, de latere Belgische provincie Brabant.

## Bezienswaardigheden
- De Onze-Lieve-Vrouw-Geboortekerk

## Natuur en landschap
Kapellen ligt in het Hageland op een hoogte van 45-82 meter. In het noorden loopt de Steenbeek. De streek wordt gekenmerkt door boomgaarden.

## Demografische ontwikkeling
- Bronnen:NIS, Opm:1831 tot en met 1970=volkstellingen; 1976 = inwoneraantal op 31 december

## Toerisme
De boomgaardenwandeling (Toerisme Vlaams-Brabant) laat jou kennis maken met dit pittoresk Hagelands dorpje. Je kan de wandeling starten aan de Onze-Lieve-Vrouw-van-Geboorte Kerk in de Dorpsstraat.De appel- en perenplantages zijn op hun best in de bloesemperiode (april) en in de oogstperiode (september).

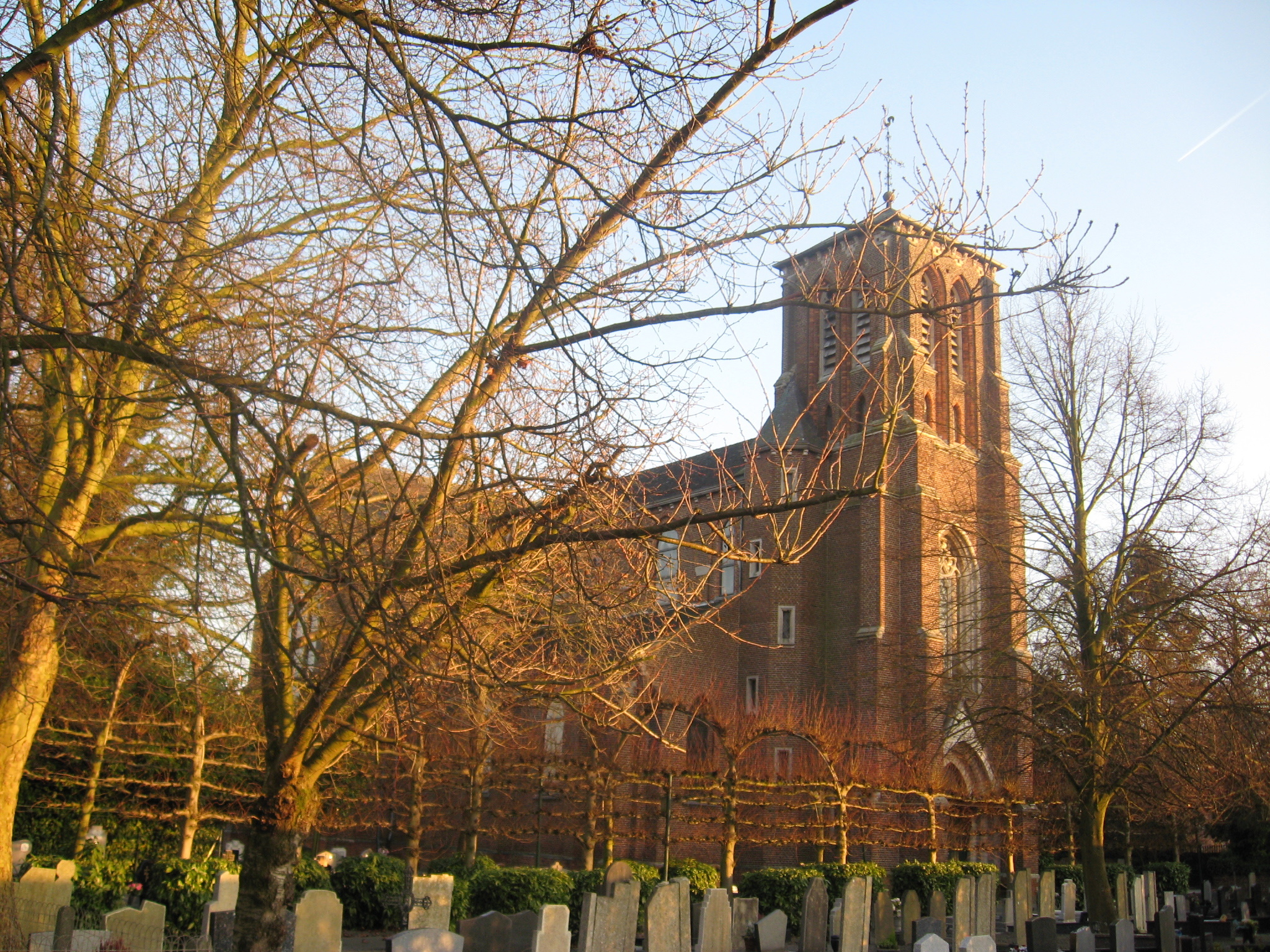
Onze-Lieve-Vrouw-Geboortekerk

## Nabijgelegen kernen
Glabbeek, Meensel, Kersbeek. Wersbeek
Deelgemeenten: Attenrode · Bunsbeek · Glabbeek-Zuurbemde · Kapellen

Overige dorpen: Wever · Zuurbemde

Belgische gemeenten · Arrondissement Leuven · Vlaams-Brabant · Vlaanderen